# 타이빈 (연호)
타이빈(베트남어: Thái Bình / 太平 태평, 970년 1월 ~ 980년 7월)은 베트남 딘 왕조(丁朝) 선제(先帝) 딘보린(丁部領)의 연호이다. 뒤를 이은 딘또안(丁璿)이 이어서 타이빈 연호를 사용하였으며, 레호안(黎桓)이 전 레 왕조(前黎朝)를 개창 할 때까지 사용하였다.

## 개원
- 경오년(庚午年) 정월(970년)에 연호를 타이빈(太平)으로 건원함.[1]

- 타이빈(太平) 11년 7월 6일[2](980년 8월 19일)에 전 레 왕조 개창 후, 연호를 티엔푹(天福)으로 건원함.[3][4]

## 연대 대조표
| 타이빈     | 원년       | 2년        | 3년        | 4년        | 5년        | 6년        | 7년        | 8년        | 9년        | 10년       |
| 서기(西紀) | 970년      | 971년      | 972년      | 973년      | 974년      | 975년      | 976년      | 977년      | 978년      | 979년      |
| 간지(干支) | 경오(庚午) | 신미(辛未) | 임신(壬申) | 계유(癸酉) | 갑술(甲戌) | 을해(乙亥) | 병자(丙子) | 정축(丁丑) | 무인(戊寅) | 기묘(己卯) |
| 타이빈     | 11년       |            |            |            |            |            |            |            |            |            |
| 서기(西紀) | 980년      |            |            |            |            |            |            |            |            |            |
| 간지(干支) | 경진(庚辰) |            |            |            |            |            |            |            |            |            |

## 동시대 연호

### 중국
북송(北宋)
- 개보(開寶) (968년 ~ 976년)
- 태평흥국(太平興國) (976년 ~ 984년)

요(遼)
- 보녕(保寧) (969년 ~ 979년)
- 건형(乾亨) (979년 ~ 983년)

남한(南漢)
- 대보(大寶) (958년 ~ 971년)

북한(北漢)
- 천회(天會) (957년 ~ 973년)
- 광운(廣運) (974년 ~ 979년)

대리국(大理國)
- 명정(明政) (969년 ~ 985년)

호탄 왕국(于闐國)
- 천존(天尊) (967년 ~ 977년)
- 중흥(中興) (978년 ~ 985년)

### 일본
- 안나(安和) (968년 ~ 970년)
- 덴로쿠(天祿) (970년 ~ 973년)
- 덴엔(天延) (973년 ~ 976년)
- 죠겐(貞元) (976년 ~ 978년)
- 덴겐(天元) (978년 ~ 983년)